# Gare de Berlin-Wilhelmshagen
La gare de Berlin-Wilhelmshagen est une gare ferroviaire allemande de la ligne de Berlin à Wrocław. Elle est située dans le quartier de Rahnsdorf au sud-est de Berlin.
Gare voyageurs, elle est desservie par les trains de la ligne 3 du réseau S-Bahn de Berlin.

## Situation ferroviaire

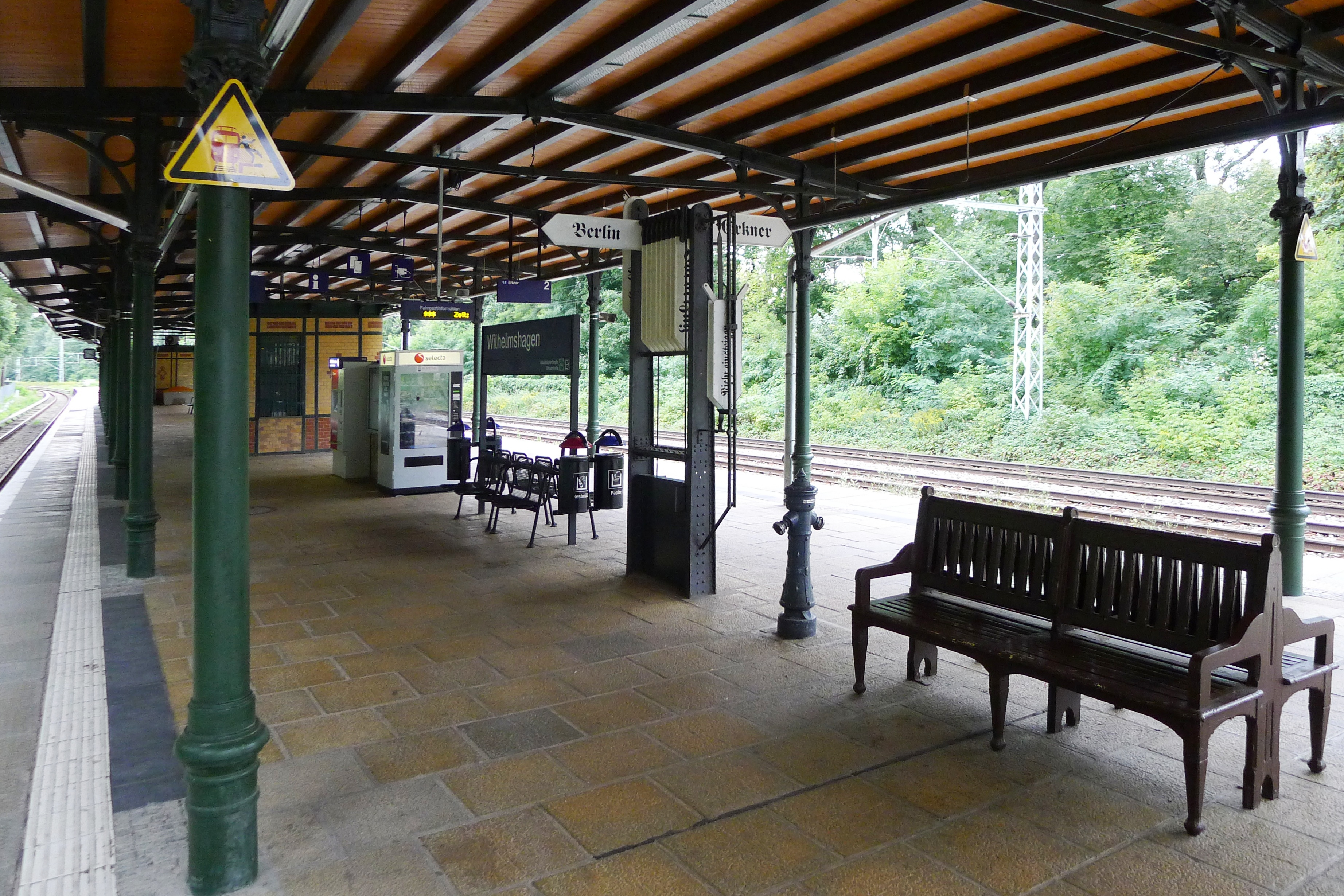
Sur le quai de la S-Bahn.

La gare de Berlin-Wilhelmshagen est située au point kilométrique (PK) 22,0 de la ligne de Berlin à Wrocław, entre la gare de Berlin-Rahnsdorf et la gare d'Erkner, le terminus de la ligne 3 du S-Bahn de Berlin. C'est la dernière station avant la limite de Berlin.

## Histoire
La gare ouvre le 15 novembre 1882 sous le nom du quartier de Neu-Rahnsdorf. Avec la reconstruction de la ligne de Berlin à Wrocław jusqu'à Erkner inclus, vers la fin du XIXe siècle, une nouvelle paire de rails de longue distance est installée. Les architectes Karl Cornelius et Waldemar Suadicani, au service des Chemins de fer d'État de la Prusse, reconstruisent au cours de ces travaux la gare seulement desservie par la circulation de banlieue. Une plate-forme centrale est construite avec les superstructures typiques de Berlin. Après l'achèvement des travaux en 1902, le nom change pour Wilhelmshagen. La gare est maintenant une zone conservée.
En 1908, un tunnel piétonnier en dessous de la voie ferrée ouvre à la demande et aux frais des habitants de Wilhelmshagen et de la commune voisine de Woltersdorf au nord-est.

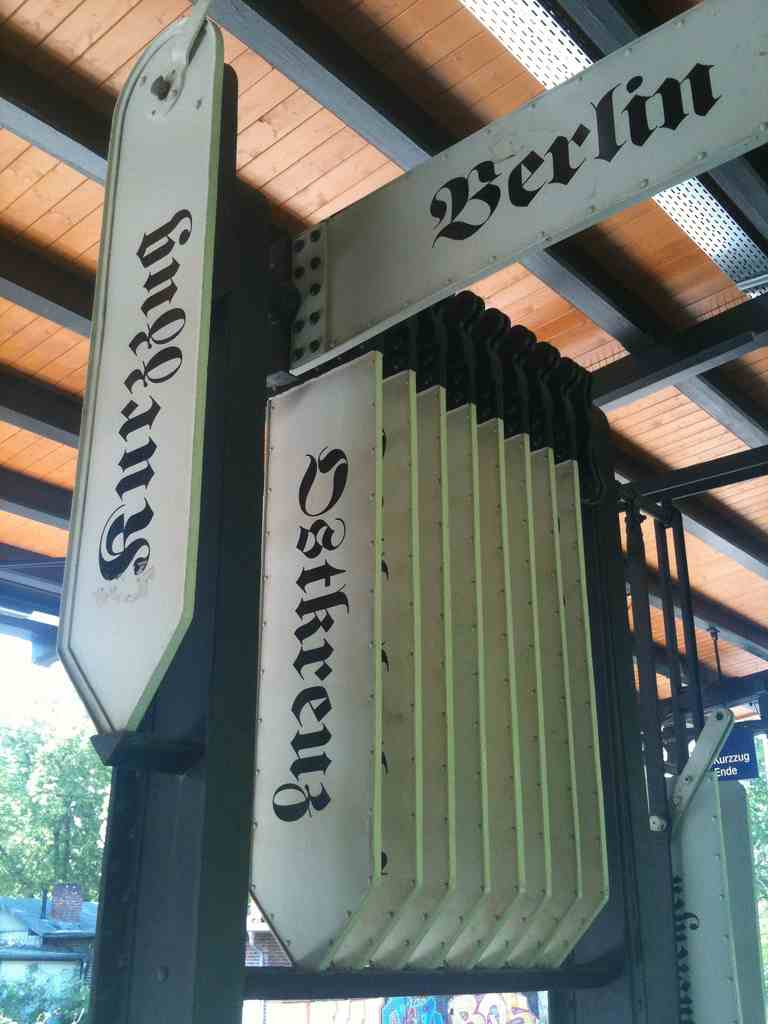
Tableaux mécaniques indiquant la destination des trains.

La ligne de la S-Bahn est électrifiée le 11 juin 1928 ; l'exploitation mixte avec les trains à vapeur se termine en 1929. Après la Seconde Guerre mondiale, la puissance occupante soviétique démantèle les deux voies de la S-Bahn. En libérant de la capacité et en démantelant des voies ailleurs, y compris la ligne de Berlin à Kostrzyn nad Odrą, la ligne peut initialement être préparée sur une seule voie en 1948. La reprise de la ligne électrifiée pour le trafic de la S-Bahn  a lieu le 2 novembre 1948. À partir de 1957, la deuxième voie est reconstruite.
En janvier 2010, le toit de la plate-forme et le système d'éclairage sont renouvelés et une surface podotactile est posée. Les travaux de modernisation devaient être achevés en septembre 2010, mais ne se sont terminés que fin 2011. Depuis fin 2015, la gare est contrôlée par un poste d'aiguillage informatique.
Dans le cadre du réaménagement de la ligne ferroviaire à grande distance Berlin à Francfort-sur-l'Oder depuis 2017, les systèmes de voie et de lignes aériennes dans la zone de la gare de Berlin-Wilhelmshagen sont reconstruits et le tunnel pour piétons partiellement interrompu et reconstruit à une plus grande hauteur. La gare recevra deux ascenseurs pour permettre un accès sans obstacle à la plate-forme de la S-Bahn. Pendant les travaux de construction, l'accès se fait par un pont piétonnier temporaire, l'accès du nord est fermé pendant cette période. En raison du manque de permis de construire, les travaux de rénovation du tunnel piétonnier sont interrompus pendant un certain temps et leur achèvement n'est pas prévisible (à compter de janvier 2019).

## Service des voyageurs

### Desserte
Berlin-Wilhelmshagen est desservie par des trains de la ligne 3 de la S-Bahn de Berlin reliant les gares de Berlin-Spandau et d'Erkner. Pendant la journée, les trains circulent toutes les dix minutes.

### Intermodalité
La gare est en correspondance avec la ligne d'omnibus 161 de la BVG.